# Base aérienne d'Olenia
La base aérienne d'Olenia (en russe : авиабаза Оленья), est une base militaire de la Marine russe qui est proche la ville de Olenegorsk en Russie.

## Usage
Il sert à la 22e division d'aviation de bombardement lourd de la Garde et à la 40e division d'aviation mixte. Des Tupolev Tu-22M y sont basés. 
Des Tupolev Tu-160 et Tupolev Tu-95 y étaient basés là lors des bombardements du 29 décembre 2023 en Ukraine.

## Événements notables
L'avion Tupolev Tu-95 transportant la Tsar Bomba, la plus puissante arme nucléaire jamais utilisée, a décollé de la base aérienne le 30 octobre 1961.
Après un vol d'entraînement le 22 janvier 2019, un Tu-22M3 s'est désintégré lors d'un atterrissage brutal par mauvais temps sur la base aérienne. Deux des quatre membres d'équipage sont morts dans l'accident, et un troisième est décédé sur le chemin de l'hôpital,,.
Selon TASS, le premier tir d'essai du Kh-47M2 Kinjal (« poignard » en français, un Missile aérobalistique à capacité nucléaire) dans l'Arctique a eu lieu mi-novembre 2019 depuis la base aérienne. Le tir aurait été effectué par un MiG-31K, qui a touché une cible au sol sur le terrain d'essai de Khalmer-Yu (Russe: Хальмер-Ю), atteignant une vitesse de Mach 10.

## Frappes dans le cadre de l'invasion russe de Ukraine

### Juillet 2024
Fin juillet 2024, un bombardier Tu-22m3 aurait été endommagé par une attaque de drones ukrainiens dans le cadre de l'invasion russe de Ukraine. L'attaque n'est pas confirmée par des sources indépendantes.

### Juillet 2025
Le 1er juillet 2025, dans le cadre de l'Opération Toile d'araignée, un essaim de drones à courte portée inconnus a attaqué la base aérienne, provoquant de multiples explosions et incendies. Des vidéos de drones Quadrirotor FPV ont été publiées sur divers réseaux sociaux, montrant des drones attaquant plusieurs bombardiers à longue portée Tupolev Tu-22M3, Tupolev Tu-95 et Tupolev Tu-160, ainsi qu'un avion de détection et de contrôle aérien A-50. Une attaque similaire a visé simultanément les bases aériennes de Belaïa, Ivanovo Severny et Diaghilevo. Les essaims de drones Quadrirotor FPV ont été lancés à quelques kilomètres des bases aériennes, en plein cœur du territoire russe, à des milliers de kilomètres de l'Ukraine. Ils étaient dissimulés dans le double toit d'un container chargé sur un camion de livraison civil.
Une partie des aéronefs visés faisait partie d'un lot de bombardiers anciennement ukrainiens, récupérés par la Russie.

## Situation
| \| 50 km1:1 791 000 \| Koursk Abakan Anapa Pskov Arkhangelsk Astrakhan Barnaoul Belgorod Blagoveshchensk Bratsk Grozny Guelendjik Iakoutsk Iékaterinbourg Ijevsk Ioujno-Sakhalinsk Irkoutsk Kaliningrad Kazan Kemerovo Khabarovsk Khanty-Mansiïsk Krasnodar Krasnoïarsk Magadan Magnitogorsk Makhachkala Mineralnye Vody Mirny Moscou · SVO Moscou · DME Moscou-VKO Mourmansk Narian-Mar Nijnekamsk Nijnevartovsk Nijni Novgorod Noïabrsk Alykel Novokouznetsk Novossibirsk Novy Ourengoï Omsk Orenbourg Oufa Oulan-Oude Oulianovsk Perm Petropavlovsk-Kamtchatski Rostov · sur-le-Don Sabetta Saint-Pétersbourg Salekhard Samara Saratov Simferopol Sotchi Sourgout Stavropol Kyzyl Syktyvkar Tcheliabinsk Tchita Tioumen Tomsk Vladivostok Volgograd Voronej |
| 50 km1:1 791 000 |